# NGC 3448
NGC 3448 é uma galáxia espiral (S0-a) localizada na direcção da constelação de Ursa Major. Possui uma declinação de +54° 18' 19" e uma ascensão recta de 10 horas, 54 minutos e 38,8 segundos.
A galáxia NGC 3448 foi descoberta em 17 de Abril de 1789 por William Herschel.